# Flavio Torello Baracchini
Flavio Torello Baracchini (Villafranca in Lunigiana, 28 luglio 1895 – Roma, 18 agosto 1928) è stato un aviatore italiano.
Fu un asso del Servizio Aeronautico del Regio Esercito, componente aerea dell'allora esercito del Regno d'Italia; fu insignito della medaglia d'oro al valor militare durante la prima guerra mondiale. Conseguì 31 vittorie aeree in soli sei mesi effettivi di attività, di cui 10 vittorie furono inaspettatamente annullate dopo il termine della guerra. Le sue 31 vittorie sono citate nel Bollettino di guerra Diaz e molte di quelle poi annullate sono comunque documentate negli archivi della aviazione nemica.

## Anni giovanili
Flavio Torello Baracchini nasce il 28 luglio 1895 a Villafranca in Lunigiana, in provincia di Massa e Carrara, da Ulisse e Zaira Baracchini, proprietari della pasticceria del paese. Terzo di sette figli, dimostra di essere un bambino vivace e irrequieto. Durante la gioventù si appassiona ai motori e allo sport. Partecipa a numerose gare di nuoto e ciclismo, ottenendo buoni risultati. Finite le scuole elementari e medie, si iscrive all'istituto tecnico di La Spezia, dove consegue nel 1914 la maturità superiore.

## Carriera aviatoria

### Arruolamento
All'età di 19 anni, all'inizio della prima guerra mondiale, richiede l'arruolamento volontario nel Regio Esercito. In virtù dei suoi studi viene destinato al 3º Reggimento telegrafisti di Mantova, dove si classifica tra i migliori dell'unità. Baracchini capisce presto di non apprezzare il proprio ruolo da telegrafista, un incarico di supporto dove la pazienza è una dote necessaria. Affascinato dall'azione del fronte, compila la domanda d'arruolamento nell'aviazione. La domanda viene accolta e Baracchini entra a far parte del Battaglione Aviatori. Il 1º dicembre 1915 è spedito al campo di addestramento di Venaria Reale, dove ha inizio la sua carriera aviatoria.

### Addestramento e ricognizione
Presso il campo di Venaria Reale, Baracchini apprende le manovre essenziali ed effettua i primi voli su un monoplano Blériot XI. Il 31 marzo 1915 supera l'esame ed ottiene il brevetto di pilota. Riceve quindi una licenza per tornare a Villafranca. Impaziente di dimostrare il proprio successo a casa, stacca un distintivo da pilota dalla giacca di un capitano. Il piccolo furto fa scaturire un'indagine interna al campo per individuare il colpevole. Solo terminata la licenza Baracchini viene a sapere delle conseguenze del suo gesto. Per chiarire la situazione, si presenta dal capitano a denunciare la propria colpevolezza. Il piccolo incidente si conclude senza punizioni per Baracchini. Egli continua il proprio tirocinio presso l'aeroporto di Torino-Mirafiori, dove si esercita con il suo primo aereo Voisin. In questa occasione conosce il tenente Guido Keller.
Conseguito anche il brevetto di pilota da guerra, il Caporale Baracchini viene assegnato il 28 febbraio alla 7ª Squadriglia da ricognizione e combattimento, reparto dotato di Voisin e posizionato a Santa Maria la Longa. Il 31 marzo 1916 compie la prima spedizione di ricognizione sulle linee nemiche. Baracchini, insieme al tenente osservatore De Bratti, completa la prima missione di guerra e rientra incolume, evitando l'attacco di due velivoli Brandenburg. Il 9 aprile, durante una spedizione di ricognizione in territorio austro-ungarico, il motore del Voisin dell'aspirante Baracchini si spegne e riesce ad atterrare a Lucinico dove l'aereo viene distrutto dal fuoco austriaco. In una lettera alla madre del 12 luglio 1916, Baracchini racconta: «Volavamo a 2 800 metri. Il nostro fronte, e cioè la salvezza, era al di là dell'Isonzo, vale a dire a circa 18 chilometri. E mi domandavo assillato dall'ansia: – Arriverò a superare questa distanza a motore spento?» e ancora: «I colpi dei cecchini bucavano le ali ma non colpivano nessun punto vitale dell'apparecchio. Intanto io, fra il miagolio della mitraglia, con uno sforzo supremo, portavo l'apparecchio sull'altra sponda dell'Isonzo. Non vi pare l'abbia scampata bella? Appena a terra fra i reticolati, io e l'osservatore balzammo dalla carlinga ed entrammo in trincea: era tempo!»
A causa del proprio temperamento "offensivo", Baracchini richiede il passaggio dalla 7ª Squadriglia (dal 15 aprile 1916 rinominata 26ª Squadriglia) alla caccia, una specialità emergente che stava attirando numerose attenzioni per le gesta di piloti come Francesco Baracca, Fulco Ruffo di Calabria e Luigi Olivari. Nel dicembre 1916 la domanda viene accolta e Baracchini inizia l'addestramento alla Scuola Caccia di Cascina Malpensa su un Macchi-Nieuport 11 "Bébé". A fine marzo 1917 consegue il brevetto e, con il grado di sottotenente, viene assegnato alla 81ª Squadriglia Aeroplani "Nieuport" ai comandi del capitano Salvatore Calori.

### Prime vittorie e medaglia d'oro
Nei primi quindici giorni di caccia Baracchini effettua 27 voli, 5 combattimenti e 2 atterraggi di fortuna. Il 15 maggio 1917 ottiene la prima vittoria abbattendo un aereo Brandenburg, presso Aisovizza. Da quel momento inizia a scalare la classifica dei cacciatori italiani, sostenendo numerosi combattimenti aerei. 
Il 20 maggio il Maggiore Pier Ruggero Piccio comandante del X Gruppo (poi 10º Gruppo), in concorso con Baracchini su Nieuport 11, riuscì ad avere la meglio su un altro Brandenburg. 
Il 23 maggio 1917 alle 8,30 da 4000 metri il “Nieuport” 80 hp di Baracchini attacca un “Albatros” sui 3000 metri obbligandolo a discendere con una scarica: l'”Albatros” si allontanò verso Aidussina. Era la seconda vittoria di Baracchini su Nieuport 11 a danni dell'Hansa-Brandenburg C.I 129.38 del Fluggeschwader I (FLG I). Il 24 maggio Baracchini su Nieuport 11 consegue una vittoria.
Il 3 giugno Baracchini su Nieuport 11 abbatte il Brandenburg C.I 129.02 della Flik 4 ad oriente di Vertoiba.
Dopo la 4ª vittoria, il capitano Calori affida a Baracchini uno dei primi Nieuport 17, con motore da 110 cavalli, che gli permette di affinare una tecnica di combattimento, caratterizzata da picchiate "in candela" sul nemico e raffiche di mitragliatrici a breve distanza.
Dal 3 al 26 giugno Baracchini ottiene una notevole serie di abbattimenti. Conquista infatti l'allora record del maggior numero di aeroplani abbattuti nel più breve periodo: 9 velivoli in 36 giorni. 
Il 6 giugno su Nieuport 17 in collaborazione con il Sottotenente Luigi Olivari abbattono sul Monte Vodice l'Hansa-Brandenburg C.I 229.19 del Kpl Alexander Vezspremy e del Ltn Ernst Pirnos del Fluggeschwader 1 o FlG.1.
Dopo un mese di attività è già il terzo miglior asso italiano, dietro a Francesco Baracca e Luigi Olivari, e riceve la medaglia d'oro al valor militare. Giornali e riviste nazionali scrivono del nuovo asso dell'aviazione italiana, soprannominandolo "d'Artagnan dell'aria". L'Illustrazione Italiana lo presenta così: «Flavio Baracchini, entrato nell'aviazione dopo pochi mesi di servizio nell'arma del Genio, è uno studente di 22 anni appena, un ragazzo simpatico, che la gloria non insuperbisce, ma rafforza nel generoso proposito di servire ancora e sempre meglio la Patria italiana, la quale può essere orgogliosa di lui, come di un magnifico campione dell'umano coraggio.»

### Prima ferita
Nel luglio 1917, dopo il passaggio alla 76ª Squadriglia Caccia, Baracchini pilota un nuovo aereo: lo SPAD S.VII, importato direttamente dalla Francia. Il nuovo SPAD presenta un motore più potente rispetto a quello dell'obsoleto Nieuport 11, e ottimi tempi di salita e caratteristiche di picchiata. L'8 agosto 1917, durante uno scontro aereo, Baracchini viene ferito al mento da un proiettile nemico. Nonostante la ferita, riesce ad abbattere il nemico e ad ottenere la 12ª vittoria. Dopo un atterraggio d'emergenza nel Campo di aviazione di Oleis, è soccorso dal medico del campo e riceve una prima medicazione. Viene ricoverato all'ospedale "Volpe" di Udine, dove è diagnosticata una frattura scomposta dell'osso mandibolare riportata nella lotta con un Albatros da lui abbattuto nella conca di Tolmino. La ferita non è grave, ma richiederà un lungo periodo di cure.
Il 15 agosto, presso l'ospedale, riceve la visita del re Vittorio Emanuele III e di Raymond Poincaré, presidente della Repubblica francese, incuriosito delle gesta del "d'Artagnan italiano" a cui assegna in quella stessa occasione la croce di guerra con palme che va ad affiancarsi alla sua prima medaglia d'argento al valor militare concessa da Vittorio Emanuele III.
Il 2 ottobre viene dimesso dall'ospedale "Volpe" e continua le cure a Pontremoli. Durante il viaggio in treno subisce il furto della cassetta di ordinanza contenente le medaglie ricevute, che dovrà sostituire con una copia. Da Pontremoli segue gli sviluppi della guerra e si mantiene informato grazie alle lettere del compagno di squadriglia Gastone Novelli. Durante la convalescenza si sottopone ogni giorno alle cure del dottor Tornabuoni, a La Spezia, per otto mesi, mentre l'Italia subisce la disfatta di Caporetto e nuovi piloti, come Silvio Scaroni, si fanno avanti nella classifica degli assi italiani.

### Ritorno al fronte

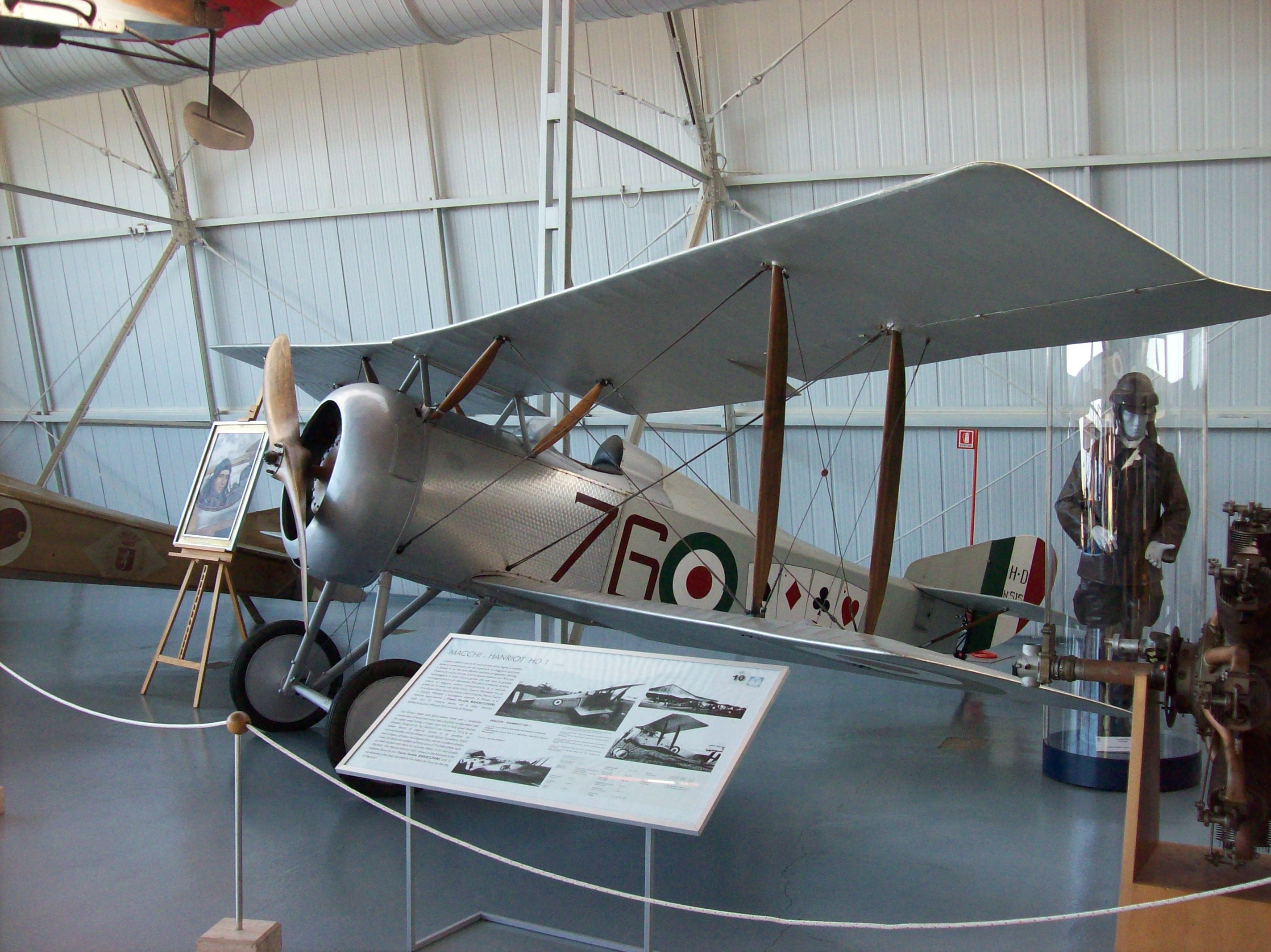
Il Macchi-Hanriot HD.1 in dotazione a Flavio Torello Baracchini, ora custodito al Museo Storico dell'Aeronautica Militare, presso Vigna di Valle

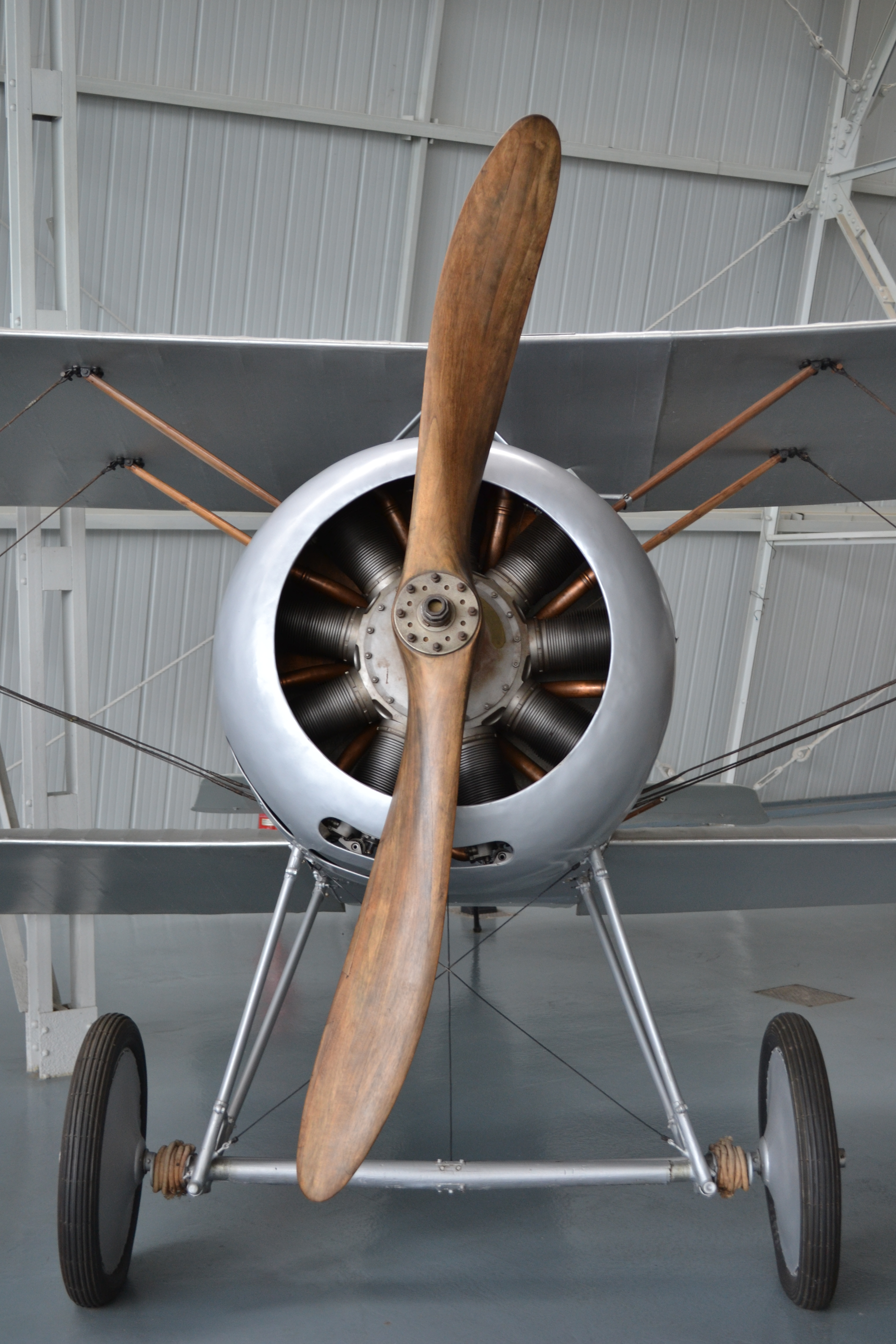
Vista frontale dell'Hanriot HD.1 di Baracchini a Vigna di Valle.

Dopo otto mesi di riposo e cure, Baracchini torna al fronte e il 24 marzo 1918 è assegnato nuovamente alla 76ª Squadriglia, trasferitasi a Casoni di Mussolente. Nel frattempo Scaroni è diventato il miglior asso della squadriglia, con 17 vittorie. A Baracchini viene assegnato il nuovo caccia Hanriot HD.1 che il pilota personalizza facendo dipingere quattro assi sulle fiancate. Nonostante i dubbi di molti compagni, Baracchini non ha perso le doti da pilota e il 3 aprile consegue la sua prima vittoria dal rientro al fronte, abbattendo un pallone frenato (in tedesco drachen) in missione con Scaroni. Il 13 maggio attacca una sezione di tre aerei e ne abbatte due: ha riconquistato il primato all'interno della squadriglia con 19 vittorie. Il Comando dell'aviazione italiana gli assegna una nuova medaglia d'argento.

### Primo cacciatore d'Italia
A fine maggio 1918 il comandante dell'aviazione Augusto Gallina assegna Baracchini al proprio reparto d'origine. L'81ª Squadriglia stava vivendo un momento di profonda crisi, in termini di risultati. L'arrivo di Baracchini avrebbe donato nuove forze alla squadriglia e avrebbe messo fine alla crescente rivalità tra Baracchini e Scaroni, all'interno della 76ª Squadriglia. Come segno di distensione, Baracchini lascia il proprio Hanriot con i quattro assi al collega Censi, per tornare al vecchio stemma: uno scudo nero. Baracchini non delude le aspettative del colonnello Gallina e il 2 giugno, raggiunta la 23ª vittoria, con 9 velivoli abbattuti in 30 giorni migliora il proprio record. La squadriglia, rinvigorita dai nuovi risultati, effettua numerosi scontri lungo il Piave e partecipa attivamente alla battaglia del solstizio.
Il 23 giugno 1918 viene ritrovato il corpo senza vita di Francesco Baracca, scomparso dopo la missione del 19 giugno. Baracchini diventa quindi il miglior asso vivente dell'aviazione italiana. Il primato porta nuove energie e una profonda consapevolezza al giovane pilota: «Il mio orgoglio per il titolo che mi è assegnato è fatto tutto di venerazione per la memoria del mio grande predecessore. Prima di essere eletto a suo erede io dovrò essere il suo vendicatore. Se dovrò morire voglio morire con lui, da italiano, vivendo dovrò vendicarlo.» Il 25 giugno raggiunge la 31ª vittoria, è a tre sole lunghezze dal record di Baracca. Lo stesso generale Diaz lo cita nei bollettini del 23 giugno: «Gli aviatori nostri e alleati proseguono con non diminuito ardore la lotta. Ieri hanno eseguito anche grandi ed efficaci bombardamenti sulle immediate retrovie dell'avversario. Dieci velivoli nemici vennero abbattuti. Il tenente Flavio Baracchini raggiunse la sua 29ª vittoria.» e del 25 giugno: «Il tenente Flavio Baracchini ha raggiunto la sua trentunesima vittoria.»
Le nuove imprese di Baracchini sono subito esaltate dalla stampa nazionale, in cerca di un erede di Baracca, considerato un vero eroe e "padre" della caccia. Il Corriere di Napoli scrive: «Quando Baracca è caduto, il 19 u.s., Baracchini contava già 24 apparecchi abbattuti. In quattro giorni ne ha collocati in serie altri cinque e si è guadagnato la citazione personale sul bollettino di guerra! È un giovane, ripeto. E i giovani sono pur sempre, in ogni campo dell'attività umana, le energie vive della Nazione. Ma Flavio Torello Baracchini è qualche cos'altro: è un autentico eroe. E come tale, da oggi, egli entra nella storia della nostra invincibile aviazione da guerra!»

### Seconda ferita e fine del conflitto
Baracchini, mosso dal desiderio di superare Baracca e diventare il miglior asso dell'aviazione, si alza in volo ogni mattina, in cerca di caccia nemici. Il 25 giugno 1918, durante uno dei numerosi voli di perlustrazione, avvista una colonna nemica in movimento. Nonostante le raccomandazioni dei giorni precedenti del colonnello Gallina di non scendere troppo di quota, Baracchini inizia a mitragliare le truppe austro-ungariche. Durante l'offensiva una pallottola buca la tela dell'aereo e ferisce il pilota all'addome. Baracchini è costretto ad un atterraggio d'emergenza nel campo italiano più vicino. I soccorritori lo portano in salvo e riceve una prima medicazione.
All'ospedale la diagnosi è immediata: «Ferita da pallottola di mitragliatrice, presente foro d'ingresso al quadrante inferiore destro. Ferita tranfossa penetrante in cavità addominale. Il tragitto dà come certa la lesione del colon.» Il proiettile ha evitato organi vitali e il fisico del pilota reagisce bene all'operazione di estrazione della pallottola. È lo stesso colonnello Gallina a informare la famiglia del pilota: «Sono lieto di comunicare che il tenente Baracchini ha felicemente superato l'atto operatorio resosi necessario per la ferita e che le sue condizioni progrediscono normali tendenti a graduale miglioramento. Aeronautica 4ª Armata – col. Gallina.» Dopo l'operazione continua le cure all'ospedale "Cialdini" di Reggio Emilia, per poi poter tornare a casa, a Villafranca.
Il 31 luglio è nominato cavaliere dell'Ordine dei Santi Maurizio e Lazzaro: è il più giovane decorato nella storia dell'ordine. Il 9 agosto è nominato tenente effettivo per meriti di guerra. La guerra termina prima della guarigione completa e Baracchini segue da Villafranca gli ultimi eventi. Nel gennaio 1919, per motivi burocratici, gli vengono invalidate 10 vittorie. Viene cioè modificato a posteriori il numero di testimoni necessari per documentare le vittorie, passando da 2 a 3 testimoni. Baracchini, a causa del fatto che la comunicazione della suddetta modifica fosse giunta inaspettata e con pochissimo tempo a disposizione, non riuscì a rispondere e a fornire la terza testimonianza per alcune delle sue vittorie. 
Baracchini passa così da   
31 a 21 vittorie ed è retrocesso da secondo a quarto nella classifica degli assi italia.
Tutto ciò nonostante che le sue 31 vittorie fossero state ufficialmente riconosciute nel Bollettino di guerra, Bollettino Diaz, e nonostante che la maggior parte delle 10 vittorie annullate siano documentate negli archivi della Aviazione nemica. Il bollettino militare del 22 febbraio informa della sua nomina a capitano per merito di guerra. Baracchini decide di congedarsi dall'esercito, ma prima del ritiro definitivo ha l'onore di trasportare il sarcofago del Milite Ignoto all'Altare della Patria a Roma.

## Periodo post-guerra
Terminato il conflitto, il governo dona un velivolo ai migliori assi. Baracchini riceve un Hanriot. Dall'aeroporto di Luni il pilota può tornare a volare. Nel settembre 1919, a causa dell'occupazione di Fiume da parte di D'Annunzio, le autorità sequestrano il magnete dell'Hanriot, rendendolo inutilizzabile. Lo stesso Baracchini dichiara in un'intervista al Popolo d'Italia: «Sono sorvegliato troppo da vicino per essere a Fiume. Al mio apparecchio, in Luni, è stato tolto il magnete che è custodito nella cassaforte del Comando marittimo di Spezia. Ma il mio cuore appartiene a D'Annunzio ed io mi considero uno dei suoi legionari...»
Baracchini, dopo il congedo dall'esercito, inizia a commerciare motori e aeroplani. Recupera dagli aeroporti d'Italia vecchi modelli, quindi li ripara e collauda personalmente. Nel 1919 ha l'occasione di vendere venti aerei a Kemal Ataturk, leader turco impegnato nella guerra contro la Grecia. Dopo il collaudo, smonta e carica i velivoli su una nave mercantile per l'Anatolia e parte per consegnare personalmente il carico. Il mercantile evita il rigido blocco navale greco e giunge in Turchia. Al momento della consegna Baracchini non viene pagato per la spedizione ed è costretto a farsi inviare dall'Italia a Istanbul 10 000 lire per il viaggio di ritorno. Durante il viaggio per l'Italia è costretto a fare uno scalo ad Atene, dove è ricercato dalle autorità greche. Solo giunto in Italia riuscirà a recuperare parte dei soldi dell'"affare" turco.
Dopo lo sfortunato episodio turco, Baracchini apre lo Stabilimento Pirotecnico Baracchini, a Roma, sorto nella zona de La Parrocchietta, in via Portuense. Grazie al proprio diploma tecnico, Baracchini progetta materiali e razzi di segnalazione all'avanguardia, adottati dall'aviazione italiana.

## La morte

Il funerale di Stato a Baracchini

Il 28 luglio 1928 una caldaia del suo stabilimento pirotecnico esplode e Baracchini è gravemente ferito. Segue una settimana di sofferenze. Il 18 agosto seguente Flavio Torello Baracchini muore, a soli 33 anni, in seguito a una setticemia provocata dalle ustioni.
Presso la Basilica di Santa Maria degli Angeli e dei Martiri di Roma si svolgono i funerali di Stato, alla presenza dei familiari, dei compagni di squadriglia e di numerosi cittadini. Presenziano al funerale anche il re Vittorio Emanuele III e Benito Mussolini. La bara è tumulata nel cimitero del Verano (sarà traslata a Villafranca il 20 giugno 1965). Giornali e riviste dell'epoca ricordano le gesta dell'asso lunigianese.

## Duelli
Baracchini aveva ideato uno stile di combattimento personale e innovativo. Con il proprio aeroplano si portava ad altitudini elevate (fino a 5 000 metri) e attendeva il passaggio del nemico, anche per una giornata intera. Una volta avvistato, scendeva rapidamente in picchiata sul velivolo avversario. Scaricava i colpi della sua mitragliatrice solo a pochi metri di distanza, sicuro di non sbagliare. Aveva un grande controllo del proprio velivolo, che dimostrava con numerose acrobazie aree (avvitamenti, foglia morta, cerchi della morte eccetera). Dotato di grande coraggio, difficilmente rifiutava un duello, rientrando al campo spesso con il velivolo colpito. In un articolo dell'epoca i duelli di Baracchini vengono così descritti: «Questo giovanissimo cacciatore del cielo ha un suo metodo personale di lotta che il nemico conosce e teme come quello a cui raramente si riesce a sfuggire. Ma Flavio Torello Baracchini sa ben approfittare della sua agilità e della sua decisione e raramente si lascia togliere l'iniziativa che gli permette di affrontare il nemico decisamente e di abbatterlo con la maggiore celerità, a colpi di mitragliatrice.» Grazie alle numerose vittorie ottenute fu soprannominato "d'Artagnan dell'aria", in onore del noto spadaccino francese.
I combattimenti aerei della prima guerra mondiale ricordano per molti versi i duelli ottocenteschi, lontani dai toni esasperati dei combattimenti della seconda guerra mondiale. Le sfide erano talvolta dei veri duelli cavallereschi. Lo stesso Baracchini per vendicare la morte dell'amico aviatore Broili scrisse una lettera, in cui sfidava l'asso dell'aviazione austriaca Thomas a un duello aereo:«Se siete cavaliere leale, accettate il duello che vi propongo, tenendo bene presente che io sono pronto ad affrontarvi con la spada, con la mitragliatrice, col mio apparecchio. [..] Per evitarvi perdite di tempo vi verrò incontro nel cielo del vostro campo di Aidussina e non avrete che da innalzarvi, facendo brillare agli occhi di tutti il vostro valore.»
Il rispetto per il nemico era sempre presente e Baracchini spesso rifiutava di accertare personalmente i propri abbattimenti, per non vedere i cadaveri dei piloti nemici e perdere la propria aggressività: «Il combattimento aereo è talmente rapido e micidiale da non consentire alcuna esitazione, il riflettere per un attimo soltanto sull'uccisione di un proprio simile può far perdere quell'infinitesima frazione e farti infilzare da una Schwarzlose» e ancora: «Sono dei bravi: se potessi precipitare l'apparecchio senza ucciderli sarei felice.»

## Velivoli

Dettaglio dello stemma personale con i quattro assi.

Baracchini aveva grande cura dei propri velivoli. Controllava, appena possibile, la struttura e il motore dell'aereo, per evitare durante il volo pericolosi stalli di potenza. La mitragliatrice, montata sulla struttura del velivolo davanti alla seduta del pilota, doveva essere sempre ben oliata e sincronizzata con l'elica, attraverso la quale passavano i proiettili sparati. Baracchini aveva soprannominato la propria mitragliatrice "Ninetta". Dalla "Ninetta" aveva tolto la lente di cristallo del mirino, per evitare che si appannasse a causa dei frequenti sbalzi di temperatura durante il volo.
Baracchini ha volato, in ordine cronologico, con:
- Blériot XI
- Voisin
- Nieuport 11, detto "Bébé"
- Nieuport 17
- SPAD S.VII
- Hanriot HD.1

Ogni pilota dell'aviazione aveva, come segno di riconoscimento, uno stemma personale, dipinto sulle fiancate del proprio velivolo. Il primo stemma adottato da Baracchini fu un semplice scudo nero. Al momento del ritorno al fronte, dopo la prima ferita, adottò il più famoso stemma dei quattro assi. Il nuovo stemma lanciava un chiaro messaggio ai propri compagni di squadriglia e in particolare all'amico-rivale Silvio Scaroni: Baracchini era l'"Asso degli Assi". Dopo il passaggio alla 81ª Squadriglia, nel maggio 1918, il pilota scelse il vecchio stemma dello scudo nero, come segno di distensione con Scaroni.

## Vittorie riconosciute
Il bollettino di guerra del Comando Supremo Militare Italiano del 26 agosto 1918 accredita a Baracchini 31 vittorie aeree. Tuttavia nella graduatoria ufficiale delle vittorie aeree omologate ai piloti italiani dell'aeronautica terrestre dal 24 maggio 1915 al 4 novembre 1918, Baracchini figura solo al quarto posto, con 21 abbattimenti:
1. Francesco Baracca (34 vittorie)
2. Silvio Scaroni (26)
3. Pier Ruggero Piccio (24)
4. Flavio Torello Baracchini (21)

La differenza è dovuta alla mancanza delle prescritte prove di accertamento (fra queste un rilievo fotografico) degli abbattimenti, necessarie per la graduatoria ufficiale. Tra le 10 vittorie contestate, due sono le vittorie citate negli stessi bollettini di guerra del generale Armando Diaz e quattro vittorie trovano riscontri nella documentazione austriaca. Rimangono quindi escluse quelle vittorie, seppur attendibili, prive degli accertamenti richiesti.
Baracchini venne informato delle 10 vittorie contestate nel gennaio 1919, da una lettera della 5ª Sezione del Comando Generale dell'aviazione, ed ebbe solo 10 giorni per presentare la documentazione richiesta. Di fronte a un termine così breve, il pilota non prese neppure in considerazione la possibilità di cercare nuovi documenti sugli abbattimenti contestati. Baracchini dovette quindi accettare la retrocessione dal secondo al quarto posto nella graduatoria ufficiale.

## Velivoli abbattuti
| Vittoria | Confermata | Data    | Squadriglia | Aereo         | Luogo                    | Velivolo nemico |
| -------- | ---------- | ------- | ----------- | ------------- | ------------------------ | --------------- |
| 1        | -          | 15-5-17 | 81ª         | Ni 11         | Aisovizza                | Brandenburg     |
| 2        | 1          | 20-5-17 | 81ª         | Ni 11         | Vodice – E. di Aisovizza | Aereo           |
| 3        | 2          | 23-5-17 | 81ª         | Ni            | S.Marco – E. di Vertoiba | Aereo           |
| 4        | 3          | 25-5-17 | 81ª         | Ni            | Aisovizza                | Aereo           |
| 5        | 4          | 3-6-17  | 81ª         | Ni 17         | Sober                    | Aereo           |
| 6        | 5          | 6-6-17  | 81ª         | Ni 17         | Vodice – Monte Santo     | Aereo           |
| 7        | 6          | 18-6-17 | 81ª         | Ni 17         | Aisovizza                | Aereo           |
| 8        | 7          | 19-6-17 | 81ª         | Ni 17         | Aisovizza                | Aereo           |
| 9        | 8          | 22-6-17 | 81ª         | Ni            | S. Marco                 | Aereo           |
| 10       | 9          | 17-7-17 | 76ª         | Spad 7 140 HP | Lom – Tolmino            | Aereo           |
| 11       | 10         | 29-7-17 | 76ª         | Spad 7        | Bainsizza                | Aereo           |
| 12       | 11         | 3-8-17  | 76ª         | Spad 7        | Woch. Feistritz          | Albatros        |
| 13       | 12         | 8-8-17  | 76ª         | Spad 7?       | Tolmino                  | Albatros        |
| 14       | -          | 3-4-18  | 76ª         | Hd.1          | Premaor                  | Pallone frenato |
| 15       | 13         | 2-5-18  | 76ª         | Hd.1          | Cimadolmo                | Caccia          |
| 16       | 14?        | 3-5-18  | 76ª         | Hd.1          | Sernaglia                | Caccia          |
| 17       | -          | 11-5-18 | 76ª         | Hd.1          | Canove                   | Pallone frenato |
| 18       | 15         | 13-5-18 | 76ª         | Hd.1          | Arcade                   | Caccia          |
| 19       | -          | 13-5-18 | 76ª         | Hd.1          | oltre del Piave          | Caccia          |
| 20       | -          | 18-5-18 | 76ª         | Hd.1          | Collalbrigo              | Pallone frenato |
| 21       | 16         | 20-5-18 | 76ª         | Hd.1          | N.O. Sernaglia           | Caccia          |
| 22       | 17         | 26-5-18 | 76ª         | Hd.1          | Cornadella               | Caccia          |
| 23       | 18?        | 2-6-18  | 81ª         | Hd.1          | Susegana                 | Ricognitore     |
| 24       | 18?        | 15-6-18 | 81ª         | Hd.1          | Moriago                  | Ricognitore     |
| 25       | 19         | 15-6-18 | 81ª         | Hd.1          | Piave – Montello         | Caccia?         |
| 26       | -          | 15-6-18 | 81ª         | Hd.1          | Piave                    | Caccia?         |
| 27       | 20         | 21-6-18 | 81ª         | Ni 27?        | Piave                    | Caccia?         |
| 28       | -          | 22-6-18 | 81ª         | Hd.1          | Montello                 | Caccia          |
| 29       | -          | 22-6-18 | 81ª         | Hd.1          | Montello                 | Caccia          |
| 30       | -          | 22-6-18 | 81ª         | Hd.1          | San Donà di Piave        | Caccia          |
| 31       | 21         | 25-6-18 | 81ª         | Hd.1          | Motta di Livenza         | Caccia          |